# Charles D. Coryell
Charles DuBois Coryell (21 février 1912 - 7 janvier 1971) est un chimiste américain qui est l'un des découvreurs de l'élément prométhium.

## Biographie
Coryell obtient un doctorat au California Institute of Technology en 1935 en tant qu'élève d'Arthur A. Noyes. À la fin des années 1930, il s'engage dans des recherches sur la structure de l'hémoglobine en association avec Linus Pauling,. Il enseigne également à l'UCLA avant 1942. En 1942, il accepte un poste au sein du projet Manhattan, pour lequel il est chef de la section des produits de fission, à la fois à l'Université de Chicago (1942-1946) et aux laboratoires Clinton (aujourd'hui Oak Ridge National Laboratory) à Oak Ridge, Tennessee (1943-1946). Son groupe est chargé de caractériser les isotopes radioactifs créés par la fission de l'uranium et de développer un procédé de séparation chimique du plutonium.
En 1945, il est membre de l'équipe des Laboratoires Clinton, avec Jacob Marinsky et Lawrence E. Glendenin (en), qui isolent l'élément de terre rare 61 jusqu'alors non documenté. Marinsky et Glendenin produisent cet élément (appelé plus tard « prométhium ») à la fois par extraction de produits de fission et en bombardant le Néodyme avec des neutrons,. Ils l'isolent par chromatographie par échange d'ions. La publication de la découverte est retardée à plus tard en raison de la guerre. Marinsky et Glendenin annoncent la découverte lors d'une réunion de l'American Chemical Society en septembre 1947,. Sur la suggestion de Grace Mary, l'épouse de Coryell, l'équipe nomme le nouvel élément en hommage au dieu mythique Prométhée, qui a volé le feu aux dieux et a été puni pour cet acte par Zeus,. Ils avaient également envisagé de le nommer « clintonium » en référence à l'installation où il a été isolé.
Coryell fait partie des scientifiques du projet Manhattan qui, en 1945, signent la Pétition Szilárd exhortant le président Harry S. Truman à ne pas utiliser la première bombe atomique « sans restriction », l'invitant plutôt à « décrire et démontrer » sa puissance et à donner au Japon « l'opportunité de considérer les conséquences d’un nouveau refus de se rendre. ».
Avec Nathan Sugarman, Coryell est co-éditeur de Radiochemical Studies: The Fission Projects, un volume de 336 articles de recherche du projet Manhattan.
Après la Seconde Guerre mondiale, il rejoint le Massachusetts Institute of Technology (MIT) en 1945 en tant que professeur de chimie inorganique et radiochimique. Au MIT, il mène des recherches sur la théorie de la structure fine de fission et de la désintégration bêta jusqu'à sa mort en 1971.
En 1954, il reçoit la bourse Louis Lipsky de l'Institut des sciences Weizmann de Rehovot, en Israël. En 1960, il reçoit le prix Glenn T. Seaborg de l'American Chemical Society pour la chimie nucléaire. Le prix Charles D. Coryell de la Division de chimie et technologie nucléaires de l'American Chemical Society, décerné chaque année à des étudiants de premier cycle réalisant des projets de recherche dans des domaines liés au nucléaire, est nommé en son honneur.